# ساندرا كالنييت
ازدادت ساندرا كالنييت في يوم 22 ديسمبر 1952، بمدينة كولباشيفو (روسيا)، هي امرأة سياسية وأستاذة أداب لاتفية. وهي عضو في مجموعة أماتو (معاهدة لشبونة).

## السيرة الذاتية

### طفولتها
عاشت طفولتها في منطقة توغور التابعة لإقليم تومسك بسيبيريا، حكت ساندرا عن طفولتها السيئة في كتاب أسمته معاناة في أمواج سيبيريا (بالفرنسية: En escarpins dans les neiges de Sibérie)، حيث قالت في أحد صفحاته:
ما بين عامي 1987 و1988، شغلت منصب سكرتير-عام في شركة للفنانين اللاتفيين. وبعد استقلال لاتفيا، ذخلت ساندرا عالم السياسة ابتداء من سنة 1990 (كان عمرها حينها 38 سنة).
أصبحت ساندرا عضوا في مجلس إدارة منظمة خلية تفكير أصدقاء أوروبا، كما أدارت انطلاقا من منظمة خلية تفكير مؤسسة innovation السياسي.

### مسارها الدراسي
- 1981: درست في أكاديمية الفنون الجميلة اللاتيفية (تاريخ الفن)
- 1992: دبلوم الدراسات الدولية من جامعة ليدز
- 1995: دبلوم الدراسات الدولية العليا في جنيف
- 1996: أستاذة في تاريخ الفن

كما تتحدث أربع لغات وهي اللفة اللاتفية، اللغة الإنجليزية، اللغة الفرنسية واللغة الروسية.

### المسيرة السياسية
- 1988-1990: سكرتير-عام ل Front العمومية اللاتفية (حركة كان مطلبها الأساسي هو استقلال وتحرر لاتفيا).

### المسيرة الوزارية
- 1990-1993: ولجت وزارة الأعمال الخارجية اللاتفية (رئيسة البروتوكول)
- 1993-1997: سفيرة لاتفيا لدى الأمم المتحدة في جنيف
- 1997-2002: سفيرة لاتفيا في فرنسا
- 2002-2002: سفيرة لاتفيا بالنياية في اليونسكو
- 2002-2004: وزيرة الخارجية اللاتفية

### المسيرة الأوروبية
كانت ساندرا لحد سنة 2004 واحدة من بين 105 عضوا في مؤسسة مستقبل أوروبا والذين أسسوا ووقعوا على معاهدة تأسيس دستور الاتحاد الأوروبي قصد تأسيس حكومة لاتفيا.

## منشوراتها
- منسوجات لاتفيا، ريغا سنة 1989
- سأفوز، ستفوز، سنفوز، سنتغلب عليهم، ريغا سنة 2000
- خناجر في ثلوج سيبيريا، ريغا سنة 2001

## أوسمة
- 2000: جائزة استحقاق من طرف الوزارة اللاتفية
- 2001: وسام جوقة الشرف ( فرنسا)
- 2002: وسام السعفات الأكاديمية ( فرنسا)
- 2012: جائزة تيرا ماريانا، الصنف الثاني ( إستونيا)

## روابط خارجية
- ساندرا كالنييت على موقع مونزينجر (الألمانية)